# Bez prądu (album KSU)
Bez prądu – piąty oficjalny album zespołu KSU wydany w 1995 roku.

## Lista utworów
źródło:
| Nr  | Tytuł utworu               | Długość |
| --- | -------------------------- | ------- |
| 1.  | „Moje Bieszczady”          | 4:55    |
| 2.  | „Antypody”                 | 3:30    |
| 3.  | „Deszcz”                   | 3:54    |
| 4.  | „Nocne kroki”              | 4:15    |
| 5.  | „Esperal blues”            | 4:13    |
| 6.  | „Po drugiej stronie drzwi” | 3:44    |
| 7.  | „Wizje”                    | 3:40    |
| 8.  | „Martwy rok”               | :4:07   |
| 9.  | „Na krawędzi snu”          | 3:35    |
| 10. | „Ustrzyki”                 | 2:29    |
| 11. | „Umarłe drzewa”            | 3:11    |
| 12. | „Pokolenie '80”            | 2:47    |
| 13. | „Moje Bieszczady II”       | 5:06    |
|     |                            | 49:26   |